# Головне управління Національної поліції у місті Києві
ГУ НП України в м. Києві (Поліція Києва) — територіальний орган виконавчої влади в Києві. Підпорядковується Національній поліції України. Основними завданнями відомства є забезпечення безпеки, прав і свобод громадян, припинення і розкриття злочинів, охорона громадського порядку.
Головне управління НП України в м. Києві очолює начальник, якого призначає та звільняє з посади Голова Національної поліції за погодженням з Міністром внутрішніх справ України. Контроль за діяльністю ГУ НП здійснюють Міністерство внутрішніх справ, Київський міський голова, уряд і міська рада.
Штаб квартира: не розголошується під час дії воєнного стану !

## Історія
Охорона громадського порядку в Києві існувала з княжих часів — про це свідчить наявність князівської адміністрації на чолі з тисяцьким, якому були підпорядковані сотники і десятники. Історики припускають, що функції цих чиновників були досить різноманітні: вони відповідали не тільки за спокій на вулицях, але і за збір податків, створення міського ополчення під час війни та інше. Втім, безпосередня боротьба зі злочинністю покладалася, в першу чергу, на самих городян. Так, в «Руській Правді» прописані випадки затримання злочинця самими потерпілими.
За часів Великого князівства Литовського і Речі Посполитої положення мало чим відрізнялося від прийнятого в епоху могутності київських князів. До охоронців громадського порядку цього періоду можна віднести замкову варту (або так званих «кликунів»), а також варту, яку повинен був виставляти міський магістрат біля міських воріт. Проте, їх головним призначенням була не охорона правопорядку на вулицях, а все-таки забезпечення безпеки суто військових об'єктів.
У 1684 році були створені дві стрілецькі команди по 100 осіб кожна. Вони повинні були діяти на Подолі і Печерську, де «почали було міщани … народ бунтувати».

### Київська поліція

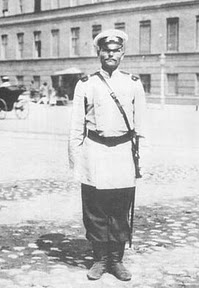
Співробітник Київської поліції XIX століття

Як державний орган з охорони правопорядку поліція безпосередньо в Києві, була заснована у 1733 році.
Штат київської поліцейської контори в той час складався з поліцмейстера, унтер-офіцера, капрала, восьми рядових з платнею з доходів губернії від гарнізонних сум і двох канцелярських служителів з грошовим утриманням з доходів від сум, зібраних поліцією.
У 1782 році був прийнятий «Статут благочиння або поліцейський», відповідно до якого в місті почала діяти Управа благочиння, очолювана городничим. Управа відповідала за поліцейсько-виконавчі та дрібні судові справи. У 1799 році вона була замінена поліцейським присутствієм (Міською поліцією) на чолі зі старшим поліцмейстером, якого призначав військовий губернатор. Разом з тим, для зручності контролю і нагляду Київ ще в 1790 році був поділений на дільниці та квартали. Справами дільниці став займатися пристав, кварталу — квартальний наглядач. А утримувалася поліція за рахунок міських доходів.
Після поділу Києва на дільниці функції поліції розширилися. Вона почала вести слідство і розшукувати злочинців, доглядати за підозрілими особами, втікачами, в'язницями, примушувати до сплати податків і виконання повинностей. Крім того, поліція несла відповідальність за справність мостів, доріг, тротуарів, дотримання встановлених цін на базарах і ярмарках, контролювала корчмарство.
У 1834 році стався новий поділ території міста. Київ був поділений на шість дільниць: Печерську, Либідську, Двірцеву, Старокиївську, Подільську і Плоську. Кожна з них ділилася на п'ять кварталів. У той час в місті діяло чотири арештантських будинки, повсюдно споруджувалися поліцейські будки.
Київська міська поліція створена в 1858 році, шляхом реформування правоохоронних органів, у зв'язку із зайвою численністю її функцій і недостатністю фінансових ресурсів для введення необхідної кількості штатних одиниць, відповідного виконання завдань підтримки громадського порядку, адекватного протистояння злочинності.
У лютому 1858 року міністерствам юстиції, державного майна і внутрішніх справ імперії була доручена розробка пропозицій по реорганізації поліції. Це ж завдання було поставлене і перед особливою нарадою, яка складалася з губернаторів. Міністр внутрішніх справ вніс на розгляд імператора початкові пропозиції про перетворення поліції, які були схвалені 4 липня 1858 року. У них йшлося про необхідність змінити склад міських поліцій, порівнюючи його з територією і населенням кожного міста, а також з його промислово-торговельним і культурно-просвітницьким потенціалом. Рекомендувалося скоротити число поліцейських інстанцій і поліпшити особовий склад поліції шляхом посилення числа нижчіх чинів. Пропонувалося чітко і однозначно визначити точні обов'язки міських поліцій. У пропозиціях особлива увага приділялася збільшенню грошового утримання поліцейських чинів, віднісши частину витрат на їх утримання (в розмірі до 1,5 млн рублів) на рахунок загальних державних доходів.
У грудні 1862 року почалася нова поліцейська реформа, яка передбачала збільшення штатної чисельності чинів поліції, поліпшення їх фінансового змісту, звуження виконуваних функцій. У поліції створили два підрозділи — «Стіл кримінальних справ» (складався з арештантського і слідчого відділів) і «Стіл цивільних справ» (у складі виконавчого, розшукового, вексельного і військового відділів). Весь особовий склад міської поліції нараховував 312 чоловік.
У 1875 році відбулося чергове зміна в назві поліції — міське поліцейське управління стало називатися Київським управлінням поліцмейстера. Воно складалося з секретаря, журналіста, скарбника, архіваріуса, п'яти столоначальників, які вели цивільні справи, займалися стягненням податків і штрафів, перевіряли подвірні книги, доводили до відома міщан розпорядження влади, здійснювали організацію поліцейського нагляду, пересилання арештантів, боролися з грабіжниками
У 1879 році, на тлі розширення міста, Київ був знову поділений на дільниці — цього разу їх було вісім: Печерська, Двірцева, Либідська, Старокиївська, Подільська, Плоська, Бульварна і Лук'янівська. На поліцію поклали і додаткові обов'язки — відтепер вони повинні були збирати статистичні дані про населення, стан і кількості заводів і фабрик. Одночасно при поліції були створені нові підрозділи: кінна варта у складі 40 вершників і розшукова частина.
Визначну роль в професійний розвиток київської поліції внесли Мастицький Леонід Порфирович та Рудий Георгій Михайлович, за їх сприяння в Києві поліція стала застосовувати дактилоскопію, службове собаківництво і «слідчу валізу», були підготовлені перші службові інструкції чинам сискної поліції.

### Київська міліція (1919—2015)
Процес формування міліції в Києві, як і по всій Україні, був непростим. Нова більшовицька влада взялася активно створювати правоохоронну систему.
9 лютого 1919 Рада Народних Комісарів УРСР оприлюднила декрет «Про організацію міліції», після чого її органи були створені в найбільших містах республіки, щоб згодом заснуватися структурно і в дрібних населених пунктах. Були розроблені напрямки і сфера діяльності органів, серед яких на першому місці стоять боротьба зі злочинністю, спекуляцією, самогоноварінням, розкраданням державної власності.
У грудні 1930 українські правоохоронні органи були виведені з-під контролю місцевої влади і підпорядковані безпосередньо Державному політичному управлінню України. Міліція тридцятих років робила все, щоб в Україні панував спокій, щоб земля горіла під ногами кримінальників. Не стояли осторонь від всеукраїнського процесу і працівники правоохоронних органів Києва, незважаючи на істотне попереднє скорочення. У самому місті замість 19 районів в 1921 році було утворено лише 5 — Старокиївський, Подільський, Печерський, Деміївський і Шулявський. Районні відділи міліції було ліквідовано, як і промислову міліцію — прямого нащадка загонів Червоної гвардії, створених революційними робітниками на заводах і фабриках.
Однак історія залишила нам чимало прикладів успішної роботи правоохоронців, зокрема карного розшуку Києва тих років. Незважаючи на відсутність чіткої державної системи боротьби зі злочинністю, недостатнє фінансування і брак високоосвічених кадрів, талановитим оперативним працівникам вдавалося успішно боротися з правопорушниками.
Коли Київ повернув собі статус столиці України в 1934 році, увага до міліції в ньому посилилася. У системі тривали постійні реорганізації, покликані вдосконалити її роботу. У тому ж році поновлюється ліквідований в 1930 році НКВС України, до складу якого входять управління державної безпеки і управління міліції та карного розшуку, які до того були незалежними структурами при Раді народних комісарів України.
Відповідно в Києві концентруються вищі владні структури, виробляється стратегія і тактика їх діяльності, місту надається особливий статус. У 1936 році створюється відділ Державтоінспекції, наступного року — відділ боротьби з розкраданням соціалістичної власності (ВБРСВ). І якщо в першому при тодішньому мізерному автопарку міста і республіки робочі перевантаження не загрожували, то другий в кількості тринадцятти чоловік на чолі з талановитим слідчим Михайлом Мацейком, який увійшов в історію міліції України, доводилося нелегко. Однією з перших справ ВБРСВ було викриття небезпечних груп фальшивомонетників Трояновського, Куриленко і Барабус. Останній, зокрема, раніше був двічі засуджений за вбивство і за крадіжку з церкви. Звільнившись, він навчився граверному мистецтву і, повернувшись до Києва, влаштувався працювати в друкарню Академії наук України, звідки викрав матеріали та інструменти, необхідні для виготовлення кліше. Реалізацією фальшивих грошей займалися його дружина, брат і сестра. Цю групу працівники ВБРСВ знешкодили за допомогою співробітників Держбанку і внаслідок великої роз'яснювальної роботи серед продавців та касирів магазинів.
Поява нових служб вимагала підвищення статусу столичної міліції, і в 1938 році створюється Управління робітничо-селянської міліції Києва. Одночасно створюється дев'ять районних відділень міліції, штат яких складався з начальника і двох-трьох оперуповноважених. Згодом вони стали називатися міськими відділеннями та іменуватися по номерах.

## Структура
Організаційно поліція міста Києва складається з апарату Головного управління та його структурних підрозділів; територіальних підрозділів (управлінь та відділів (відділень)) поліції у адміністративних районах, об'єктах транспорту та у Київському метрополітені; та стройових підрозділів (полків, батальйонів поліції різного призначення).

### Апарат ГУ
- Управління карного розшуку
- Слідче управління
- Відділ правового забезпечення
- Управління організаційно-аналітичного забезпечення та оперативного реагування
- Управління боротьби зі злочинами, пов'язаними з торговлею людьми
- Управління «Корпусу оперативно-раптової дії»
- Управління зв'язку та телекомунікацій
- Відділ комунікації
- Управління превентивної діяльності
- Відділ забезпечення прав людини
- Управління фінансового забезпечення та бухгалтерського обліку
- Відділ документального забезпечення
- Управління інформаційної підтримки та координації поліції «102»
- Відділ внутрішнього аудиту
- Вибухотехнічне управління
- Відділ Укрбюро Інтерполу
- Управління логістики та матеріально-технічного забезпечення
- Управління кадрового забезпечення
- Управління режиму та технічного захисту інформації
- Відділ спеціальної поліції
- Сектор міжнародних зв'язків

### Територіальні (відокремлені) підрозділи
| Управління поліції                          | Відділи, відділення поліції |
| ------------------------------------------- | --- |
| Голосіївське                                | - відділ (з обслуговування мікрорайонів Теремки-1 та Теремки-2) - відділення (з обслуговування центральної частини району) |
| Дарницьке                                   | - відділ (з обслуговування мікрорайону «Нова Дарниця») - відділення |
| Деснянське                                  | - відділ № 1 (з обслуговування ж/м «Лісовий», селища Биківня та військового містечка № 161) - відділ № 2 (з обслуговування житлового масиву «Троєщина») |
| Дніпровське                                 | - відділ № 1 (з обслуговування мікрорайону «Воскресенський») - відділ № 2 (з обслуговування житлових масивів «Соцмісто» та «ДВРЗ») - відділ № 3 (з обслуговування мікрорайону «Русанівський») - відділ № 4 (з обслуговування мікрорайону «Березняки») - відділення |
| Оболонське                                  | - відділ № 1 (з обслуговування мікрорайону «Куренівка») - відділ № 2 (з обслуговування мікрорайону «Оболонь») - відділення (з обслуговування селища «Пуща-Водиця»)                                                                                                 |
| Подільське                                  | - відділення № 1 (з обслуговування мікрорайону «Вітряні Гори») - відділення № 2 (з обслуговування мікрорайону «Виноградар») |
| Печерське                                   | - відділ (з обслуговування центральної частини району) |
| Святошинське                                | - відділ № 1 (з обслуговування мікрорайону «Біличі») - відділ № 2 (з обслуговування мікрорайону «Борщагівка») |
| Солом'янське                                | - відділ № 1 (з обслуговування мікрорайону «Відрадний») - відділ № 2 (з обслуговування мікрорайону «Шулявка») - відділення в аеропорту Київ |
| Шевченківське                               | - відділ № 1 (з обслуговування території, прилеглої до Центрального залізничного вокзалу) - відділ № 2 (з обслуговування мікрорайону «Сирець») - відділ № 3 (з обслуговування мікрорайону «Нивки») - відділ № 4 (з обслуговування центральної частини району)      |
| УП в метрополітені                          | |
| Відділи на станціях залізничного транспорту | |
| Відділ у річковому порту «Київ»             | |

### Стройові підрозділи
1. Кінологічний центр
2. Центр обслуговування підрозділів
3. Батальйон конвойної служби
4. Ізолятор тимчасового тримання
5. Полк поліції особливого призначення № 1 (колишній ПМОП «Беркут» ГУ МВС в м. Києві)
6. Тренінговий центр
7. Приймальник-розподільник для дітей
8. Полк поліції особливого призначення № 2
9. Рота з підбору та транспортування трупів у морг
10. Полк патрульної служби поліції особливого призначення «Київ»

## Керівництво

### Київськіполіцмейстери
- Дуров Федір (?-1825-1826-?)
- Івенсен Федір Васильович (1858—1866)
- Гюббенет Борис Якович (1866—1882)
- Мастицький Леонід Порфирович (1882—1884)
- Живоглядов Антон Іванович (1884—1898)[2]
- Цихоцький В'ячеслав Іванович (1898—1906)
- Мартинов Петро Іванович (1907—1909)
- Скалон Олексій Олександрович (1909—1911)
- Горностаєв Сергій Олександрович (?-1917)

### Начальники народної міліції (1917—1918)
- Калачевський Володимир Костянтинович (1917)
- Лепарський Олександр Миколайович (1917—1918)
- Квасніков Н. С. (кінець січня 1918-?; 18 грудня 1918 — ?)

### Київський міський отаман
- Хануков Олександр Павлович (1918)
- Маршалк Карл Петрович (1918)

### Начальники УНКВС по Києву та Київській області
- Розанов Олександр Борисович (1934—1935)
- Шаров Микола Давидович (1935—1938)
- Федоров Микола Миколайович (1938)
- Долгушев Олексій Романович (1938—1939)
- Романчук Микола Данилович (1939—1941)
- Череватенко Іван Михайлович (1941)[3]
- Руденко Кирило Романович (1943—1946)

### Начальники УВС по Києву та Київській області
- Руденко Кирило Романович (1946-1948)
- Лізін Іван Дмитрович (1948—1953)
- Рижков Микола Петрович (1954—1963)
- Буланенков Василь Тимофійович (1963—1964)

### Начальники УВС Київського міськвиконкому
- Дегтярьов Іван Леонтійович (1964—1967)
- Рижков Микола Петрович (1967—1973)
- Захаров Віталій Федорович (1973—1980)
- Титаренко Юрій Леонтійович (1980—1985)
- Василишин Андрій Володимирович (1985—1990)
- Недригайло Валентин Михайлович (1990—1991)
- Розенко Віталій Іванович (1991)

### Начальники ГУ МВС України в м. Києві
- Розенко Віталій Іванович (1991—1992)
- Старовойт Володимир Карпович (1992—1994)
- Піддубний Микола Олегович (1994—1997)
- Корнієнко Михайло Васильович (1997—2000)
- Смирнов Юрій Олександрович (2000—2001)
- Опанасенко Петро Микитович (2001—2003)
- Міленін Олександр Леонідович (2003—2005)[4]
- Ярема Віталій Григорович (2005—2010)
- Крикун Олексій Олексійович (2010—2012)
- Коряк Валерій Володимирович (2012—2014)
- Мороз Юрій Леонідович (02.2014-03.2014)
- Гуцал Олександр Олександрович (03.2014-07.2014)
- Терещук Олександр Дмитрович (2014—2015)

### Начальники ГУ НП у м. Києві
- Терещук Олександр Дмитрович (2015)
- Крищенко Андрій Євгенович (2015-2021)
- Вигівський Іван Михайлович (з 2021 по 2023)[5][6].
- Шумейко Дмитро Олександрович (з 28 липня 2023)[7].